# Åke Axelsson (journalist)
Åke "Dacke" Axelsson, född 1919, död 2010, var en svensk journalist.
Åke Axelsson började som journalist på Östgöten i Linköping 1942 och arbetade därefter på  bland annat Karlskoga Tidning, Expressen i Örebro och Barometern i Kalmar och Aftonposten i Göteborg. I Göteborg fick han smeknamnet och pseudonymen Dacke efter Nils Dacke. Efter Aftonpostens nedläggning arbetade han på GT från slutet av 1950-talet till 1984.
Åke Axelsson skrev kupletter och flera kåseriböcker. 
I februari 1964 iscensatte Åke "Dacke" Axelsson tillsammans med galleristen Yngve Funkegård ett berömt inlägg i den pågående diskussionen om spontanistisk konst genom att ställa ut tavlor målade av schimpansen Peter från Borås djurpark under namnet Pierre Brassau.